# Passa Tempo
Passa Tempo is een gemeente in de Braziliaanse deelstaat Minas Gerais. De gemeente telt 8.783 inwoners (schatting 2009).

## Aangrenzende gemeenten
De gemeente grenst aan Carmópolis de Minas, Desterro de Entre Rios, Oliveira, Piracema en Resende Costa.